# Lodjur
Lo, lodjur eller lokatt (vetenskapligt namn: Lynx lynx), i västra Sverige även göpe, göpa (med flera, jämför norska: gaupe), är ett kattdjur som förekommer i Europa och Asien. Lodjuret är Europas största kattdjur och fanns en gång i skogar över stora delar av den europeiska kontinenten och vidare österut till Sibirien. På Iberiska halvön förekommer istället den närbesläktade panterlon. Trots att lodjurets utbredningsområde historiskt minskat är arten fortfarande ett vitt spritt kattdjur och sammantaget betraktas arten av Internationella naturvårdsunionen inte som hotad.

## Etymologi
Lo (av fornsvenska: lo), liksom förledet i lodjur och lokatt, härrör en urgermansk stam: luha-, motsvarande litauiska: lúszis, fornpreussiska: luysis samt (med nasalering) klassisk grekiska: λύγξ (lýŋks), varav latin: lynx; kognat med fornsaxiska: lohs, medellågtyska: los, danska: los, fornhögtyska: luhs, tyska: luchs, anglosaxiska: lox; till en urindoeuropeisk rot: luk- som betyder ”lysa”, antaget med syftning antingen på de speglande ögonen eller på djurets färg.
Folkligt kallades lodjur förr för göpe eller göpa bland flera olika varianter vilka lever kvar i västra Sverige, vars analoga också är det norska trivialnamnet på djuret: gaupe. Formen göpa är bland annat vanlig i värmländskan medan den jämtskan formen sammanfaller med den norska. På västgötska har den kallats gjöba och på bohuslänska katte-, varge- eller rävegöba. Alla dessa namn har samma ursprung som glupa, glåpa, glufsa, glyffa med mera (fornnordiska: glypa) med betydelsen gapa och sluka etc. Namnet betyder ungefär "slukhals" och kan jämföras med uttrycket "glupande aptit".
Alla nedanstående namn har ursprung i fornnordiska glypa = "slukhals".
| Namn        | Trakt                       | Anteckning               | Referens          |                |
| ----------- | --------------------------- | ------------------------ | ----------------- | -------------- |
|             |                             |                          |                   |                |
| Gaup        | Jämtland                    |                          | [ 8 ]             |                |
| Gaupe       | Jämtland                    | Trivialnamn även i Norge |                   |                |
| Gjöba Gjöpa | Västergötland               |                          | [ 8 ]             |                |
| Gäup        | Jämtland                    | I bestämd form gäupa     | [ 8 ]             |                |
| Göba        | Bohuslän                    |                          | [ 5 ]             |                |
| Göpa        | Värmland Bohuslän, Dalsland | Uttal hårt G             | [ 8 ] [ 7 ] [ 8 ] |                |
|             |                             |                          |                   |                |
| Kattegöba   | Bohuslän                    |                          | [ 8 ]             |                |
| Rävegöba    | Bohuslän                    |                          | [ 8 ]             |                |
| Vargegöba   | Bohuslän                    |                          | [ 8 ]             | Analogt varglo |

## Utseende

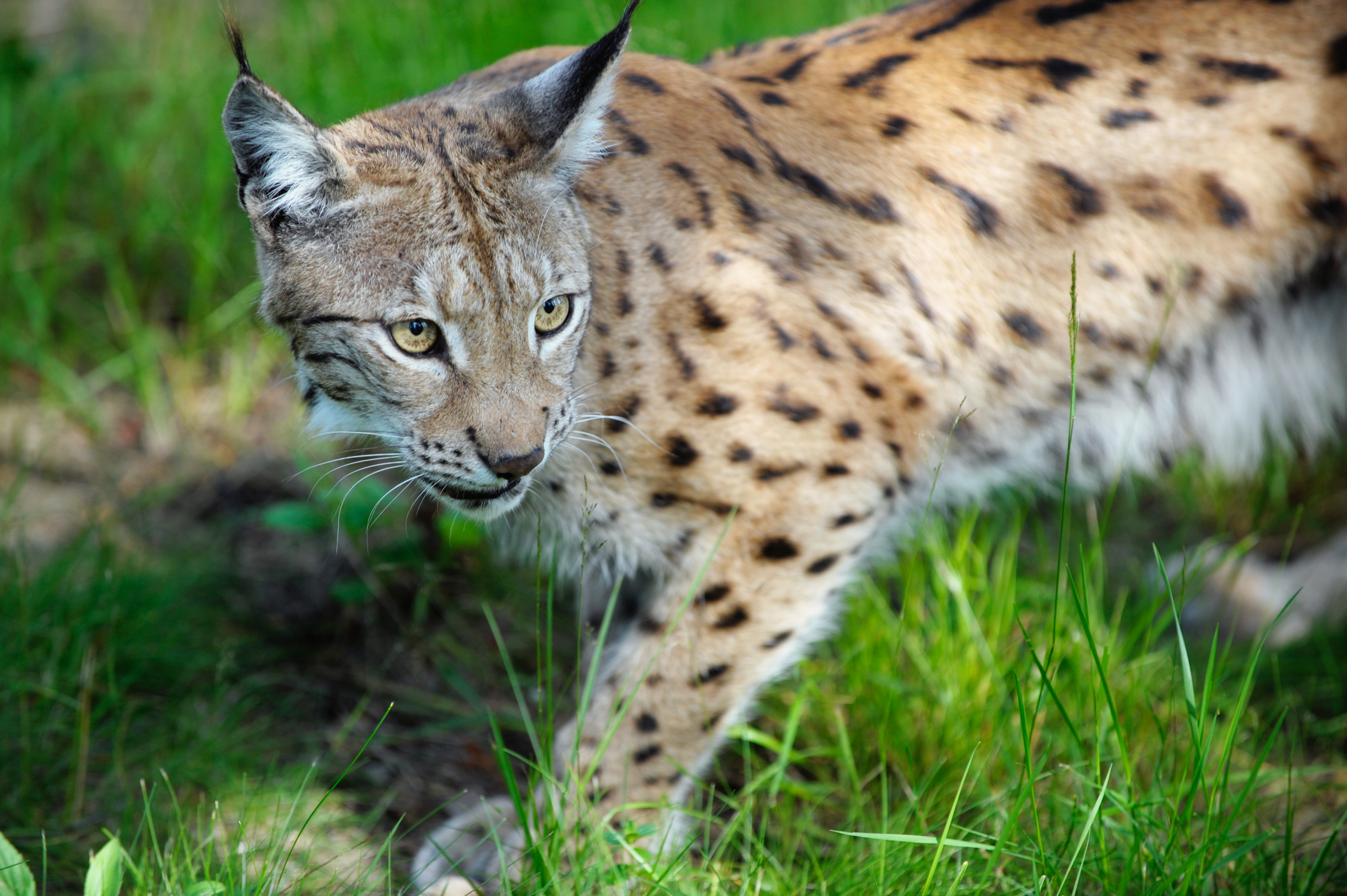
Lodjur.

Lodjuret har en kort kropp med långa ben, runda tassar och stora trampdynor. Dess kroppslängd är omkring 70–115 centimeter och den har en mankhöjd på cirka 60–70 centimeter. Hanen väger 20–30 kilogram och honan 15–20 kilogram. Bakbenen är längre än frambenen vilket gör att lodjurets rygg lutar lite framåt.
Under sommaren är pälsen slät och färgen varierar mellan gulbrunt och rödbrunt. De flesta lodjur har mörka fläckar i pälsen, men färg och teckning kan variera mycket mellan olika individer. På vintern blir pälsen väldigt tjock och färgen blir ljusare och mer gråaktig.
Ögonen omges av vita och svarta penseldrag som gör att de ser större ut än vad de egentligen är. Baksidan av lodjurets öron kantas av svart päls som slutar i den karaktäristiska tofsen högst upp på örat som är ca 4 cm lång. Lodjurets svans är kortare än de flesta andra kattdjurs, ungefär 5–17 centimeter, och slutar med en svart spets. Arten är väsentligt tyngre än övriga arter i samma släkte. Utseende och storlek varierar i viss mån utifrån geografisk utbredning.

## Utbredning
Lodjuret har ett vidsträckt utbredningsområde som sträcker sig från Västeuropa, genom de ryska skogsområdena och söderut till Centralasien och den Tibetanska högplatån. I Europa förekommer arten främst på Skandinaviska halvön, i östra Europa och delar av centrala Europa, medan den har försvunnit från många områden, eller är sällsynt i västra Europa. Den förekommer i Baltikum, i östra Polens lövurskogar och i angränsande delar av Belarus. Vidare i Tjeckien och hela den Karpatiska bergskedjan i Slovakien, Ukraina, och Rumänien. Dessutom finns lodjur i bergen i norra Turkiet och i delar av det forna Jugoslavien. Lon har också framgångsrikt återinförts i de slovenska Alperna och i sydvästra Schweiz. Därifrån har den spridit sig vidare till Italien, Österrike och nordöstra Frankrike. I Ryssland finns lon i hela tajgaskogsbältet, genom Sibirien och ända bort till Berings sund. Lon lever också i bergstrakterna mellan Svarta och Kaspiska havet och vidare bort mot Himalaya, Mongoliet och norra Kina samt Pakistan.
I sydvästligaste Asien är lodjurets utbredning lokal och gles, men i Sibiriens skogar finns en stor population. I vissa områden, bland annat Kina, är lodjurets status dåligt känd och populationen kan vara minskande. Dess förekomst i centrala Asien är mindre känd, men antas vara glesare till sporadisk norr om Himalaya.

### Underarter
Uppdelningen av lodjuret i underarter är omdiskuterad och auktoriteter i ämnet delar idag upp arten i allt från fem till ett tiotal eller fler underarter. Följande lista följer Eurasian Lynx Online Information System:
- Lynx lynx lynx – nominatformen. Förekommer i Skandinavien, östra Europa och västra Sibirien.
- Lynx lynx carpathicus – Förekommer i Karpaterna.
- Lynx lynx martinoi – Förekommer på Balkan.
- Lynx lynx dinniki – Förekommer i Kaukasus.
- Lynx lynx wardi – Förekommer i Altaibergen.
- Lynx lynx wrangeli – Förekommer i östra Sibirien.
- Lynx lynx isabellinus – Förekommer i Centralasien.
- Lynx lynx kozlovi – Förekommer i centrala Sibirien.
- Lynx lynx stroganovi – Förekommer i Amurregionen.
- Lynx lynx sardiniae – Utdöd. Förekom på Sardinien.

### Förekomst i Skandinavien
Det skandinaviska beståndet av lodjur tillhör underarten Lynx lynx lynx. Arten invandrade till den Skandinaviska halvön för 9 000 år sedan, vid omkring samma tid som rådjur, älg, vildsvin och rödräv, men efter människa och varg. Idag är lodjursbeståndet glest spritt över stora delar av Skandinavien men saknas i Danmark, sydvästra Norge, och beståndet är glesare i de södra delarna än i de skogtätare norra områdena.
Lodjur finns i stora delar av Sverige (i alla landskap utom på Gotland och Öland), främst i de norra och mellersta delarna, och tätast lever de i gränslandet mellan Bergslagen och jordbruksbygderna söder därom, längs Norrlandskusten och i delar av renskötselområdet.

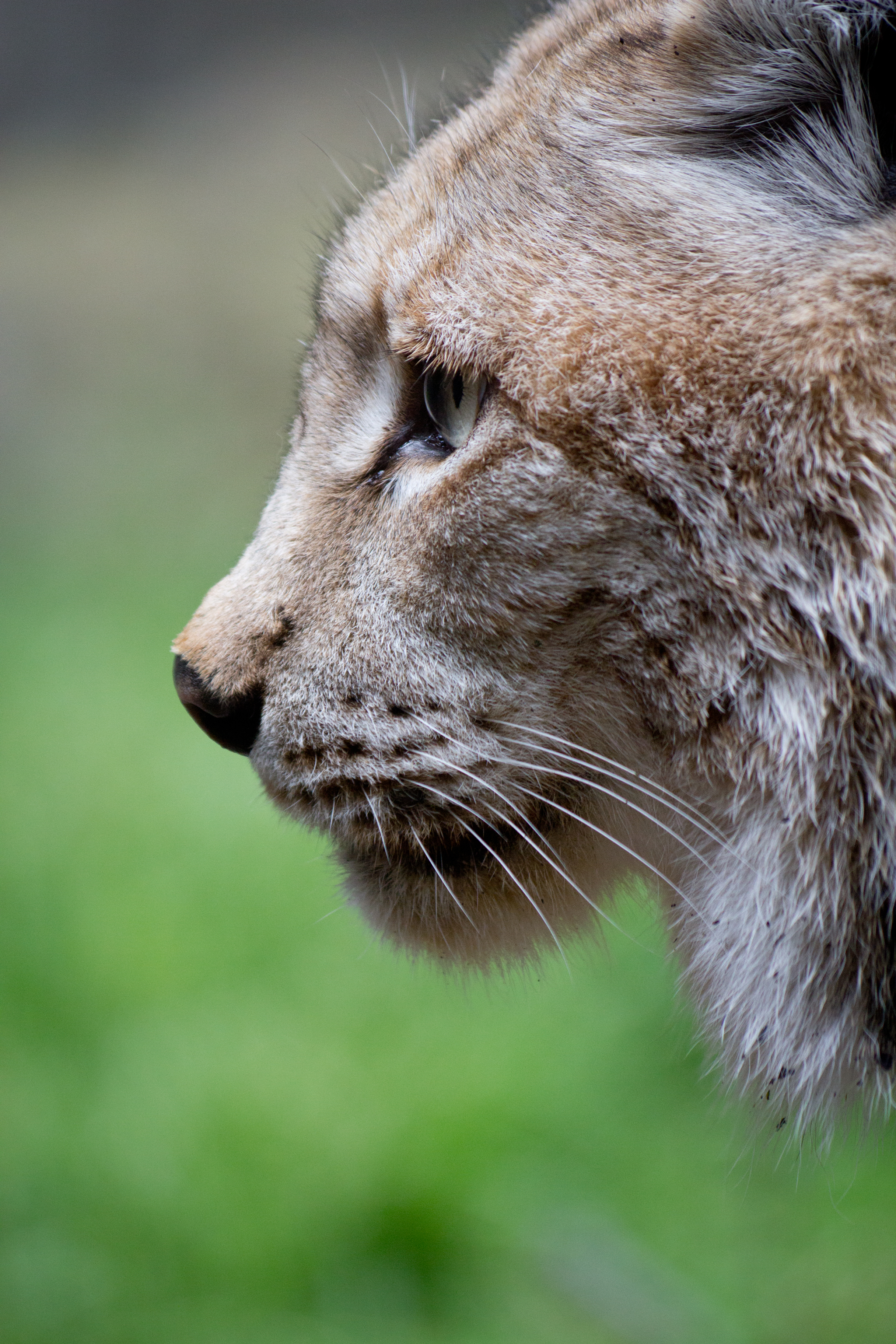
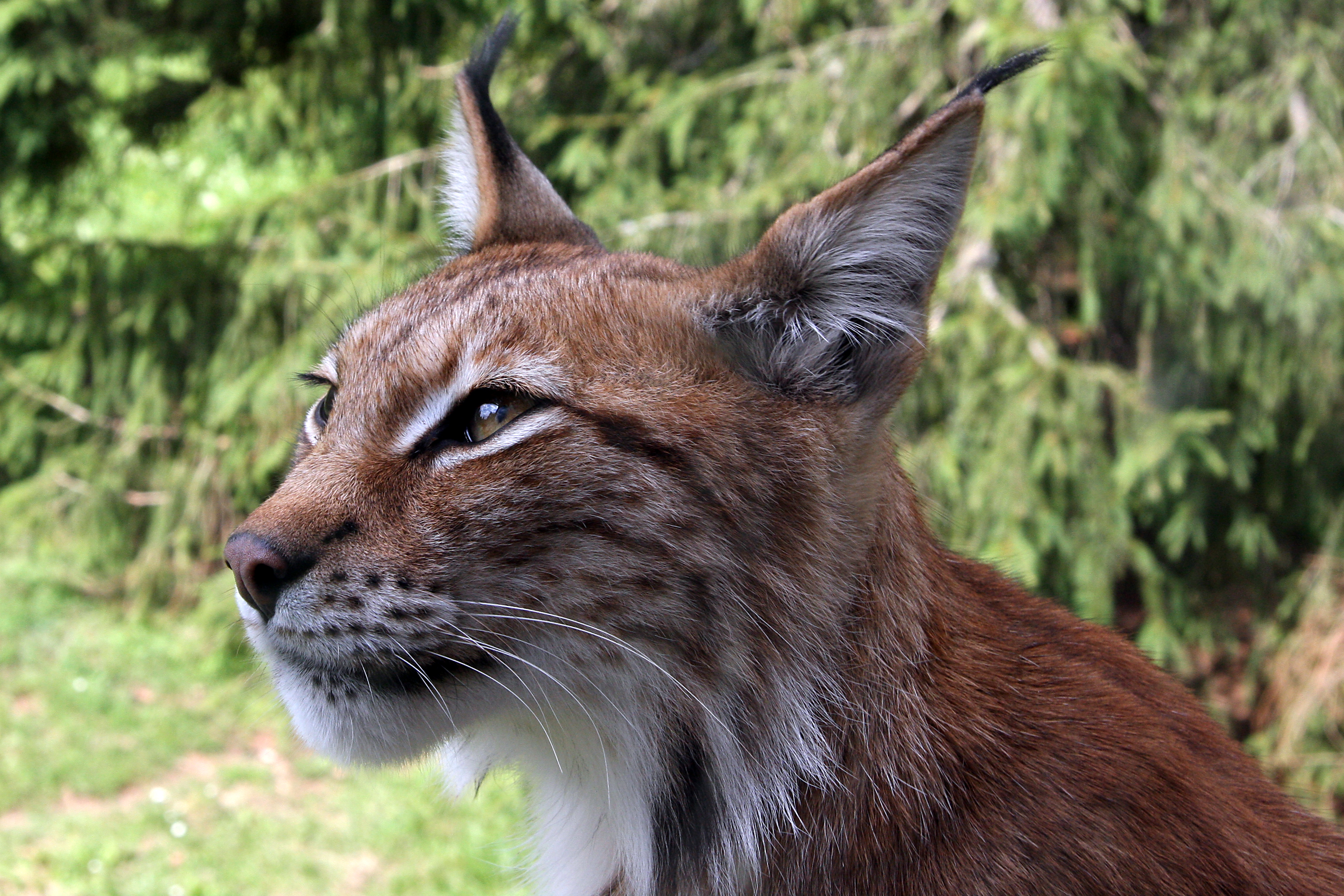
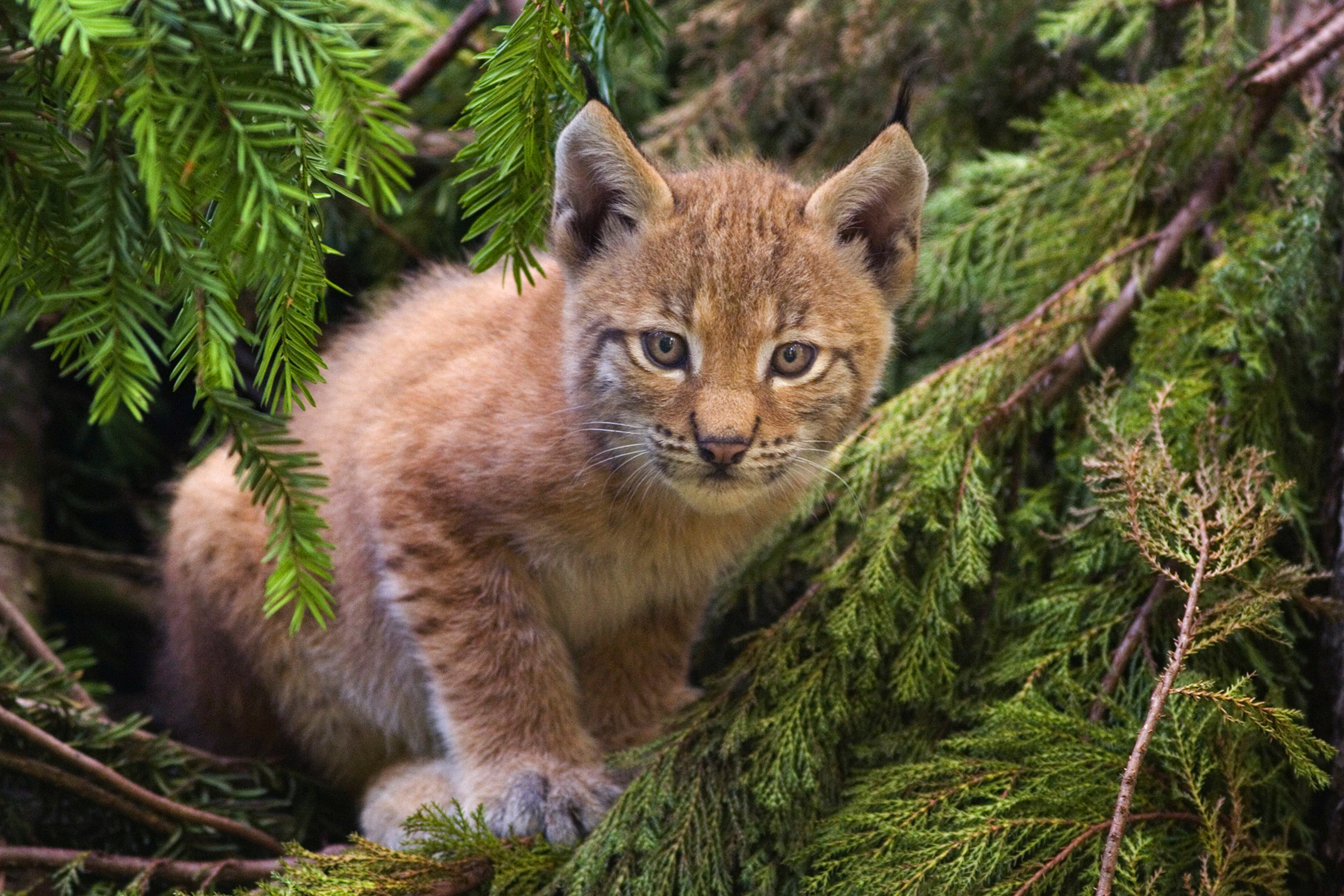
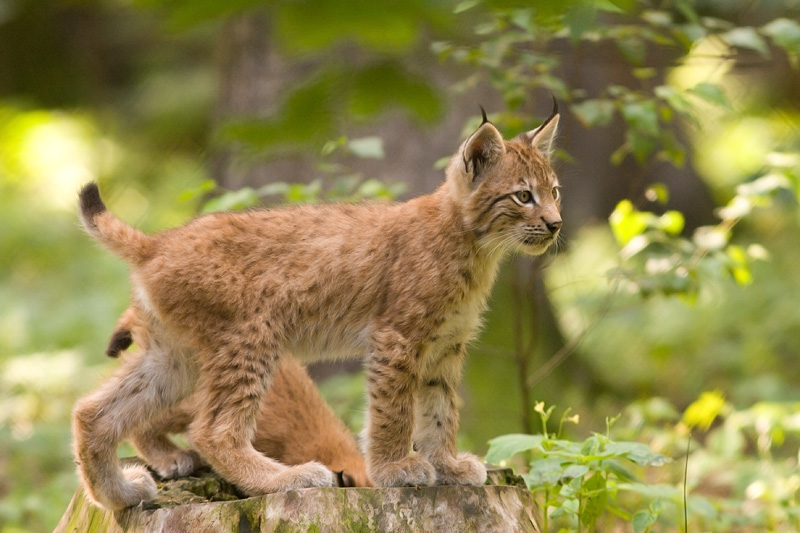
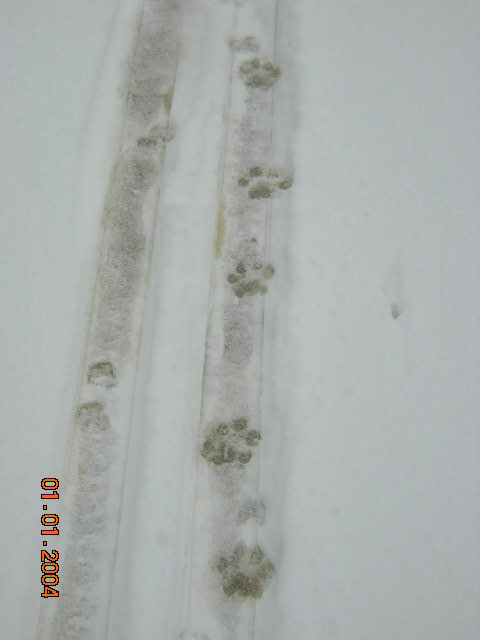

## Ekologi
Lodjuret är ett rovdjur som jagar ensamt och använder sig av syn, hörsel och luktsinne för att hitta byten. Den lever i skogsområden, gärna i bergig och brant terräng. Som daglega väljer lodjuret gärna en stor sten eller en klippavsats. Honan får upp till fyra ungar per dräktighet. Lon är ständigt på vandring inom sitt hemområde. Ofta använder den samma stigar om och om igen, så kallade lodjursväxlar. Det äldsta kända lodjuret i frihet blev 17 år gammalt. I det vilda torde den genomsnittliga livslängden vara mellan 12 och 14 år. Den vanligaste orsaken till att lodjursungar dör är svält.

### Föda och födorevir
Lodjur anpassar sina matvanor efter tillgången, jagar hjortdjur (som rådjur och ren där dessa finns), annars främst hare, skogsfågel och smågnagare men kan också döda får och get och även mindre rovdjur som räv. De fångar sitt byte efter en smygande jakt följd av en kort attack. Lodjuret jagar först i skymningen och gräver ofta ner en del av sitt byte. En lodjursfamilj, bestående av hona och två ungar, äter upp ett rådjur på ungefär två dygn. Hemområdet är stort med en area på omkring 10 000 hektar men skiftar med årstiderna. Hanar och honor har två överlappande men ganska oberoende system av hemområden, men grannar av samma kön undviker varandras område till största del.

## Lodjuret och människan

### Status och hot
På grund av hård jakt och avskogning har lodjurets utbredning i Europa minskat. Handel med lodjurspäls är internationellt förbjudet men illegal jakt bedöms fortfarande som det största enskilda hotet mot arten. Vissa mindre populationer i Europa är isolerade och kategoriseras som akut hotad (CR) eller starkt hotad (EN). Som helhet bedöms inte arten vara hotad eftersom den har ett mycket stort utbredningsområde och populationstrenden bedöms som stabil. Utifrån dessa kriterier kategoriserar Internationella naturvårdsunionen lodjuret som livskraftig (LC).

#### Status i Norden
Under 1800-talet ökade jakttrycket på allt vilt, och när älg-, hjort- och rådjursstammarna minskade under 1800-talets slut, vek lostammens storlek brant nedåt. Efter 1925 fanns bara en liten rest av det tidigare beståndet kvar, främst i Jämtland och Västerbottens inland, sammanlagt kanske inte mer än ett hundratal djur. Lon var fridlyst från 1927 till 1942. År 1983 förkortades jakttiden eftersom stammen hade minskat. År 1986, då beståndet bestod av ungefär 200 individer, fredades arten utanför renbetesfjällen i Jämtlands län och landskapet Lappland. Alltför hård jakt i kombination med rävskabb var troligen orsak till nedgången på 1980-talet. Mellan 1991 och 1995 var lodjuret ånyo fridlyst i hela landet. Sedan dess har en viss skyddsjakt på lodjur bedrivits. 2024 uppskattades det svenska beståndet bestå av 1275 individer.
I Finland beräknas det finnas över 2 500 lodjur och i Norge cirka 350 lodjur.

### I kulturen
Lodjuret är Hälsinglands landskapsdjur.